# Leuzea longifolia
Leuzea longifolia é uma espécie de planta com flor pertencente à família Asteraceae. É endémica de Portugal Continental.
A autoridade científica da espécie é Hoffmanns. & Link, tendo sido publicada em Fl. Portug. (Hoffmannsegg) 2: 217. (1820-1834).

## Proteção
Encontra-se protegida por legislação portuguesa ou da Comunidade Europeia, nomeadamente pelo Anexo II e IV da Diretiva Habitats.